# عوض (إسلام)
عِوَض هو ما يبذل في مقابلة غير، ومن اطلاقات العوض ثواب الآخرةوفي حديث أَبي هريرة:( فلما أَحل اللّه ذلك للمسلمين، يعني الجزية، عرفوا أَنه قد عاضَهم أَفضل مما خافُوا).فكان هذا عوضا للمسلمين عن التجارة التي يوافيهم بها المشركون لما حرم الله على المشركين أن يقربوا المسجد الحرام ووجد المسلمون في أنفسهم مما قطع عنهم من التجارة، فأنزل الله ﴿وإنْ خِفْتُمْ عَيْلَةً فَسَوْفَ يُغْنِيكُمُ اللَّهُ مِن فَضْلِهِ إنْ شاءَ﴾ وهو أحد عناصر العقد وهي الإيجاب والقبول والعوض.أما الثمن فهو أسم لما هوعوض من المبيع، فهو أخص من العوض.

## الحكم التكليفي
يدور بين الوجوب والحرمة,فيجب آداء العوض في عقد البيع إلا أن يحدد له المتبايعان أجلا، وهذ إذا كان العوض من النقدين، أما إن كان عينا فلا يجوز بيع الأعيان إلى أجل